# نیایش برای مرگ
نیایش برای مرگ (به انگلیسی: A Prayer for the Dying) فیلمی محصول سال ۱۹۸۷ و به کارگردانی مایک هاجز است. در این فیلم بازیگرانی همچون میکی رورک، باب هاسکینز، آلن بیتس و لیام نیسون ایفای نقش کرده‌اند.